# Chaka Khan
Chaka Khan, rodným jménem Yvette Marie Stevens, (* 23. března 1953) je americká zpěvačka. Narodila se v Chicagu jako nejstarší z pěti sourozenců. Její mladší sestra Yvonne Stevens (vystupující pod jménem Taka Boom) se později rovněž stala hudebnicí. Chaka Khan svou kariéru zahájila počátkem sedmdesátých let jako členka kapely Rufus, se kterou hrála až do jejího rozpadu v roce 1983. Své první sólové album nazvané Chaka vydala v roce 1978 a následovala jej řada dalších. Během své kariéry spolupracovala s mnoha hudebníky, mezi které patří například Eric Clapton, Guru, Ray Charles a Quincy Jones. Je držitelkou několika cen Grammy.